# Huntspill
Huntspill är en by i civil parish West Huntspill, i enhetskommunen Somerset, i grevskapet Somerset, i England. Byn är belägen 22 km från Taunton. Huntspill var en civil parish fram till 1949 när blev den en del av East Huntspill och West Huntspill. Civil parish hade 1 448 invånare år 1931. Byn nämndes i Domedagsboken (Domesday Book) år 1086, och kallades då Honspil.